# Cepphis relictaria
Cepphis relictaria är en fjärilsart som beskrevs av Walker 1860. Cepphis relictaria ingår i släktet Cepphis och familjen mätare. Inga underarter finns listade i Catalogue of Life.